# Procédé de Girdler
 (septembre 2012).
Si vous disposez d'ouvrages ou d'articles de référence ou si vous connaissez des sites web de qualité traitant du thème abordé ici, merci de compléter l'article en donnant les références utiles à sa vérifiabilité et en les liant à la section « Notes et références ».

Représentation schématique.

Le procédé de Girdler (en anglais : Girdler sulfide (GS) process) est la plus utilisée des méthodes de production industrielle d'eau lourde (oxyde de deutérium), un élément important pour les réacteurs nucléaires de type CANDU, car il agit comme un modérateur de neutrons. Ce type de réacteur fonctionne avec de l'uranium naturel, de sorte qu'on se passe de l'étape d'enrichissement de l'uranium en la remplaçant par un procédé de production d'eau lourde.

## Historique
Il tire son nom de Karl-Hermann Geib (en) et Jerome S. Spevack (en), qui l'ont inventé indépendamment dans les années 1940, et de la société Girdler, première usine (américaine) utilisant le processus.
Jusqu'à sa fermeture en 1997, l'usine d'eau lourde de Bruce en Ontario (située à proximité de la centrale nucléaire de Bruce) était la plus grande usine au monde de production d’eau lourde, d'une capacité de sept cents tonnes par an. Elle a utilisé le procédé Girdler, exigeant 340 000 tonnes d’eau d'alimentation pour produire une tonne d’eau lourde.
À l’heure actuelle, l’Inde dispose de sept usines d’eau lourde. La première d’entre elles à utiliser le procédé de Girdler est située à proximité de Rawatbhata Kota, au Rajasthan.

## Principe
Le procédé Girdler de séparation isotopique repose sur l'équilibre de la réaction entre du sulfure d'hydrogène et de l'eau, en exploitant le fait que, à des températures élevées, l'atome de deutérium migre préférentiellement vers le sulfure d'hydrogène tandis qu'à basse température, il migre préférentiellement vers l'eau :
H2O + HDS ⇌ HDO + H2S
On va donc faire barboter du sulfure d'hydrogène dans de l'eau chaude, qui va s'appauvrir en deutérium au profit du gaz, puis faire barboter le même gaz dans de l'eau froide, qui va s'enrichir en deutérium tandis que le gaz revient à son état initial pour refaire le circuit. La solubilité du gaz dans l'eau et la vitesse de la réaction sont suffisantes pour ne pas être les facteurs limitants, ce qui compte c'est donc la constante d'équilibre K qui vaut 2,33 à 30 °C, alors qu'à 130 °C, elle vaut 1,82. Cette différence est relativement faible de sorte que l'enrichissement n'est que de 15 à 20 %, et qu'il faut donc répéter l'opération plusieurs fois avec des unités similaires (mais un peu plus petites à chaque fois) en série, chacune récupérant l'eau chaude appauvrie de l'étage suivant vers lequel elle envoie son eau froide enrichie. L'eau chaude appauvrie du premier étage est rejetée tandis que l'eau froide du dernier étage (concentration du deutérium supérieure à 99 %) est envoyée vers une unité de distillation sous vide pour l'enrichissement final, qui doit atteindre 99,75 %.

### Procédé

Schéma de la méthode de Girdler.

Le procédé suppose de traiter des quantités considérables d'eau, avec un ratio molaire d'eau entre l'entrée et la sortie d'au moins 40 000. Cela implique que le procédé consomme des quantités énormes d'énergie (25 GJ thermiques et 700 kWh électriques pour un kg de D2O) et que chaque unité est elle-même de grande taille. Ainsi l'usine de Glace Bay au Canada, avec des colonnes de 7 mètres de diamètre et 60 de haut, avalait 40 000 m3 d'eau par jour, pour une puissance de 300 MW. L'investissement pour de tels équipement fait que le procédé est également très intensif en capital.
Une colonne est maintenue à 30 °C et est appelée la « tour froide » et l'autre à 130 °C est appelée la « tour chaude ». Le sulfure d'hydrogène gazeux circule en circuit fermé entre la tour froide et la tour chaude (celles-ci peuvent être des tours séparées ou des sections séparées d'une même tour, avec la section froide en haut).
De l'eau normale, contenant naturellement un peu de deutérium, est envoyée dans la première tour chaude avec du sulfure d'hydrogène : à cette température, le deutérium a tendance à migrer de cette eau (ainsi appauvrie) vers le sulfure d'hydrogène. Celui-ci est ensuite envoyé dans la tour froide, avec de l'eau déminéralisée et dégazéifiée : à cette température, le deutérium a tendance à migrer du sulfure d'hydrogène vers cette eau, qui est ainsi enrichie en deutérium. En répétant l'opération sur cette eau, on l'enrichit à nouveau.
Une configuration en cascade appropriée accomplit l'enrichissement. Théoriquement, l'utilisation d'une seule tour au lieu d'une configuration en cascade est possible, mais en pratique cela n'arrive jamais, la taille de la tour et le nombre d’étapes seraient beaucoup trop grands.